# Igaci (kommun)
Igaci är en kommun i Brasilien.   Den ligger i delstaten Alagoas, i den östra delen av landet, 1 400 km nordost om huvudstaden Brasília. Antalet invånare är 25 197.
Följande samhällen finns i Igaci:
- Igaci

Omgivningarna runt Igaci är huvudsakligen savann. Runt Igaci är det tätbefolkat, med 369 invånare per kvadratkilometer.